# Rineloricaria altipinnis
 Rineloricaria altipinnis és una espècie de peix de la família dels loricàrids i de l'ordre dels siluriformes.

## Morfologia
Els mascles poden assolir els 15,4 cm de longitud total.

## Distribució geogràfica
Es troba a l'Amèrica Central.